# Nina Johanne Bjørnbeth-Tørset
Nina Johanne Bjørnbeth-Tørset (26 juli 1973) is een Noors langebaanschaatsster.
Op 18 januari 2015 reed Tørset op de IJsbaan van Hamar een baanrecord op de 10.000 meter van 16.44,01. Dit was de derde snelste tijd ooit op deze afstand door een Noorse vrouw.

## Records

### Persoonlijke records[2]
| Afstand      | Tijd     | Datum            | Baan           |
| ------------ | -------- | ---------------- | -------------- |
| 500 meter    | 42,17    | 23 februari 2007 | Calgary        |
| 1000 meter   | 1.23,31  | 31 januari 2010  | Salt Lake City |
| 1500 meter   | 2.06,34  | 26 februari 2011 | Calgary        |
| 3000 meter   | 4.27,40  | 27 februari 2011 | Calgary        |
| 5000 meter   | 8.00,41  | 31 januari 1999  | Hamar          |
| 10.000 meter | 16.44,01 | 18 januari 2015  | Hamar          |